# Reyův syndrom
Reyův syndrom je potenciálně smrtelné onemocnění, které působí četná poškození mnoha orgánů, zvláště mozku a jater; způsobuje též snížení hladiny krevního cukru (hypoglykémii). Přesná příčina není známa, a přestože byl Reyův syndrom spojován s léčbou virových nemocí u dětí kyselinou acetylsalicylovou, vyskytuje se i bez přítomnosti tohoto léčiva. Často je přítomna vrozená metabolická porucha.
Nemoc vyvolává steatózu jater (s minimálním zánětem) a těžkou encefalopatii (s otokem mozku). Játra se mohou poněkud zvětšit a ztvrdnout, dochází také ke změně vzhledu ledvin. Žloutenka se obvykle nevyskytuje.

## Historie a prognóza
Včasná diagnóza je velmi důležitá. Přestože se většina dětí s podpůrnou léčbou zotaví, může dojít k vážnému poškození mozku nebo i k smrti. Nejde o časté onemocnění – výskyt bývá méně než 1× za rok na milión dětí. Syndrom byl objeven kvůli masivnímu podávání Aspirinu dětem „na všechno“ v 50. letech 20. století. Byl popsán v roce 1963 australským patologem Douglasem Reyem. Po zákazu podávání salicylátů dětem v 80. letech 20. století jeho výskyt výrazně poklesl.
Zdokumentované případy Reyova syndromu u dospělých jsou vzácné. Zotavení bývá obecně úplné, funkce jater a mozku se normalizují do dvou týdnů. U dětí (zvláště kojenců) se však může objevit mírné až těžké trvalé poškození mozku. Více než 30 % případů hlášených v USA v letech 1981 až 1997 skončilo smrtelně.